# Маргарет Ліндсей Хаггінс

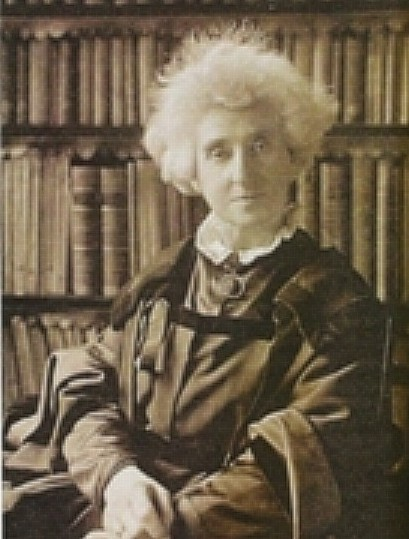
Маргарет Ліндсей Гаґґінс

Маргарет Ліндсей Гаґґінс (англ. Margaret Lindsay Huggins; до шлюбу Мюррей (Murray), 14 серпня 1848, Дублін — 24 березня 1915, Лондон) — ірландсько-англійська наукова дослідниця і астрономка, піонерка в області спектроскопії, фотографка. Співавторка «Атласу представницьких зоряних спектрів» (1899) з чоловіком Вільямом Гаґґінсом.

## Життєпис
Мати Маргарет Мюррей померла, коли вона була ще дитиною. Після повторного шлюбу батька Маргарет виховував дідусь Роберт Мюррей, багатий офіцер Банку Ірландії, що займався астрономією і розповів їй про всі сузір'я і те, як їх можна ідентифікувати. Саме дідусь надихнув Маргарет стати астрономкою. 
Ранню освіту здобула приватно удома в Дубліні, вивчаючи мистецтво, літературу, мови та музику. Також провела деякий час в школі в Брайтоні, Англія. Через недоступність офіційної підготовки в галузі вивчала популярні книги з астрономії, серед яких «Джон Гершель», «Обриси астрономії». У вільний час вивчала фотографію, що пізніше відіграло роль у її успішній астрономічній кар'єрі.
Зацікавившись спектроскопією, Маргарет Мюррей познайомилася з «астрономічним спектроскопістом» Вільямом Гаґґінсом. 8 вересня 1875 року одружилася з ним в парафіяльній церкві в Монкстауні, округ Дублін.
Робота мала великий вплив на повсякденне життя: дім вчених радше був робочим простором, а не місцем для родини. Дітей у пари не було. 
Маргарет Гаґґінс померла 24 березня 1915 року у віці 66 років. Її кремували, а попіл зберігається поруч з Вільямом у крематорії Голдерс Грін. У 1997 році на 23 Лонгфорд Терраса, Монкстаун, Дублін встановлена меморіальна дошка Маргарет Ліндсей Гаґґінс. 

## Кар'єра
Після одруження «двоє закоханих у зірки» присвятили себе дослідженням, їхня натхненна дружба призвела до масиву астрономічних знахідок. Їхня співпраця була «одними з найуспішніших партнерських відносин чоловіка і дружини за всю історію астрономії». Маргарет і Вільям Гаґґінси першими «спостерігали і ідентифікували ряд ліній водню в спектрі зірки Вега».
Гаґґінс використала навички фотографії у  дослідженнях в обсерваторії Тульсе Хіла. У 1875 році Гаґґінси почали фотографічні експерименти, ретельно задокументовані в зошитах обсерваторії. Під час своїх ранніх експериментів з фотографування Сіріуса та Венери використовували різні засоби збереження зображення, наприклад, вологі і сухі пластини.  
Крім продуктивної співпраці в обсерваторії Тульсе Хіла, Маргарет Гаґґінс провела багато власних дослідницьких проектів, наприклад, внесла суттєві поліпшення в обсерватне обладнання. 
Після 1875 Гаґґінси продовжили ретельну програму фотографічних експериментів. У 1880-х роках пара займалася двома проєктами: фотографування сонячної корони та вивченням туманностей. Другий проєкт став знаковим для дослідниці: попри успішну кар'єру астрономки, газети лише після нього вперше згадали її як співавторку поряд з чоловіком.
Детальні записи записників, зроблені парою, сприяли їхній першій публікації в 1889 році, що висвітлювала «дослідження спектрів планет». Вони також були серед тих, хто «спостерігали за Новою 1892, Нова Ауріге». Астрономка відповідала за візуальні спостереження, а разом вони збирали «фотографічні спектри протягом декількох ночей». Ці різноманітні дослідницькі проекти утримували пару «на передовій астрономічної спектроскопії». 
У 1903 році Гаґґінси опублікували останній фрагмент спільного наукового дослідження щодо спектрів деяких радіоактивних речовин. 
Гаґґінси працювали разом тридцять п'ять років як рівноправні партнери у дослідженнях.

## Публікації
- Некролог, Вільям Ласселл, 1880.[15]
- Астрономічний малюнок, 1882.[16]
- Некролог, Воррен де ла Рю, 1889.[17]
- Про нову групу ліній у фотографічному спектрі Сіріуса, 1890. [18]
- Система зірок, 1890. [19]
- Про яскравість зірок Вольфа та Рейє в Cygnus, 1891. [20]
- Астролябія, 1895.[21]
- Астролябія. II. Історія, 1895.[22]
- Спектроскопічні нотатки, 1897.[23]
- Атлас представницьких зоряних спектрів від λ 4870 до λ 3300, 1899. [9]
- Некролог, Агнес Мері Клерке, 1907.[24]